# Azida
Azida é o ânion com a fórmula N3−. É a base conjugada do ácido hidrazoico (HN3).  N3− é um ânion linear que é isoeletrônico com CO2 e N2O. Pela teoria de ligação de valência, azida pode ser descrita por diversas estruturas de ressonância, sendo uma importante N−=N+=N−. Azida é também um grupo funcional em química orgânica,  RN3.  A aplicação predominante das azidas é como um propulsor em airbags.